# Prenos toplote
U prirodi se stalno dolazi do prenosa toplote sa jednog mesta na drugo. Dve osnovne fizičke veličine koje određuju razmenu toplote između dva tela su: količina toplote i temperatura. Dok količina toplote koju telo poseduje predstavlja prost zbir kinetičke energije svih molekula tela, temperatura je odraz intenzivnosti njihovog kretanja. Dva tela u fizičkom kontaktu razmenjuju energiju (toplotu) sve dok se intenzivnost kretanja njihovih molekula (temperatura) ne izjednači. Kažemo da je temperaturna razlika dva tela pogonska sila za razmenu toplote među njima. Toplota spontano – prirodnim putem, uvek prelazi s tela više na telo niže temperature. U nekim slučajevima se teži što boljem prenošenju toplote, kao na primer između ložišta i kotla, centralnog grejanja, hladnjaka na motorima itd. U drugim slučajevima nastoji se da se spreči prelaz toplote kao kod zidova zgrada, hladnjaka, termos boca, kalorimetara itd.
Kao i kod drugih vidova energije, pri razmeni toplote između nekog tela i okoline važi poznati toplotni bilans:
Ukoliko je dovedena količina toplote veća od odvedene, akumulacija je pozitivna – telo se zagreva, a ako je situacija obrnuta, akumulacija je negativna – telo se hladi.
Termalno zračenje se prenosi u vakuumu kao i bilo kom drugom transparentnom medijumu (čvrstom, tečnom ili gasovitom). To je prenos energije pomoću fotona u elektromagnetnim talasima regulisano istim zakonima.

## Pregled
Toplota se u fizici definiše kao prenos toplotne energije preko dobro definisane granice oko termodinamičkog sistema. Termodinamička slobodna energija je količina rada koju termodinamički sistem može obaviti. Entalpija je termodinamički potencijal, označen slovom „H”, koji je zbir unutrašnje energije sistema (U) i produkta pritiska (P) i zapremine (V). Džul je jedinica količine energije, rada ili količine toplote.
Prenos toplote je procesna funkcija (ili funkcija staze), za razliku od funkcija stanja; prema tome, količina toplote prenesene u termodinamičkom procesu kojom se menja stanje sistema, zavisi od toga kako se taj proces odvija, a ne samo od neto razlika između početnog i završnog stanja procesa.
Termodinamički i mehanički prenos toplote izračunava se pomoću koeficijenta prenosa toplote, proporcionalnošću između toplotnog fluksa i termodinamičke pokretačke sile za protok toplote. Toplotni fluks je kvantitativni, vektorski prikaz protoka toplote kroz površinu.
U inženjerskom kontekstu, termin toplota se uzima kao sinonim za toplotnu energiju. Ova upotreba ima svoje poreklo u istorijskoj interpretaciji toplote kao fluida (caloric) koja se može preneti usled različitih uzroka, a to je takođe uobičajeno u laičkom jeziku i svakodnevnom životu.
Transportne jednačine za toplotnu energiju (Furijeovi zakoni), mehanički momenat (Njutnov zakon o fluidima) i prenos mase (Fikovi zakoni difuzije) su slični, i analogije među ova tri transportna procesa razvijene su tako da olakšaju predviđanje konverzije iz bilo kojeg u druge.
Toplotno inženjerstvo se bavi proizvodnjom, upotrebom, konverzijom i razmenom prenosa toplote. Kao takav, prenos toplote je uključen u skoro svaki sektor ekonomije. Prenos toplote klasifikuje se u različite mehanizme, kao što su toplotna kondukcija, toplotna konvekcija, toplotna radijacija, i prenos energije promenom faza.

## Osnovni mehanizmi prenosa toplote
Složen mehanizam prenošenja toplote je prolaz toplote. Označava razmenu toplote između dva fluida razdvojena čvrstim zidom. Sastoji se od kondukcije i konvekcije.

### Provođenje (kondukcija)
Provođenje toplote je proces u kome se toplota prenosi direktno kroz materijal pri čemu ne dolazi do premeštanja sastavnih delova materijala.
U čvrstim telima su molekuli raspoređeni po čvorovima kristalne rešetke na međusobnom rastojanju koje je određeno jačinom međumolekulskih sila, odnosno prirodom supstance. Oni osciluju oko svojih ravnotežnih položaja sa amplitudom i učestanošću proporcionalnim temperaturi tela. Ako se molekulima u jednom području tela povisi kinetička energija oscilovanja (temperatura), njihovo intenzivnije oscilovanje će se mehanički preneti na susedne molekule, sa ovih na sledeće itd, doći će do prenosa kinetičke energije molekula kroz telo – protoka toplote pri čemu molekuli zadržavaju svoja mesta u kristalnoj rešetki. Da bi do prenosa energije došlo, očigledno je da molekuli moraju stupati u međusobne fizičke kontakte. Brzina prenosa toplote kroz telo zavisi od veličine i mase pojedinih molekula, kao i sila koje među njima vladaju, karakteristična je za svako telo. Kod fluida su međumolekulske sile mnogo slabije nego u čvrstom telu, tako da se molekuli kreću haotično u svim pravcima, međusobno se sudarajući i izmenjujući kinetičku energiju. Pri uslovima izjednačene temperature, molekuli fluida se nalaze u stanju dinamičke energetske ravnoteže, ali kada se u jednom području povisi temperatura, ravnoteža se remeti. Molekuli s viškom kinetičke energije se sudaraju sa drugim, sporijim molekulima i predaju im jedan deo te energije, pa se tako, u makro-smislu, kroz fluid prenosi toplota. Treba zapaziti da se ovde radi o mirnom fluidu kod kojeg u uobičajenom smislu nije moguće primetiti bilo kakvo kretanje. Ono se odvija isključivo na molekulskom nivou. Kao kod čvrstih tela, i ovde brzina prenosa toplote zavisi od brzine i mase molekula, što je uslovljeno prvenstveno prirodom fluida.
Ako se bilo koje parče nekog materijala zagreva na jednom mestu onda će se manje ili više zagrevati i ostala mesta tog materijala (npr ako se jedan kraj metalnog štapa stavi u plamen, a drugi drži u ruci osetiće se da se onaj deo koji se drži u ruci sve više greje iako nije u kontaktu sa plamenom). Uočeno je da su metali najbolji provodnici toplote. U metalima se prenos toplote može vršiti i slobodnim elektronima.

### Prelaženje (konvekcija)
Konvekcija je vrlo čest oblik prenošenja toplote. Dok se kod kondukcije toplote u nepokretnom fluidu toplota prenosila sa jednog na drugi molekul, a sam proces bio ograničen učestalošću njihovih međusobnih kontakata, prenos toplote konvekcijom nema ta ograničenja.
Kada se na površinu hladne vode pažljivo unese određena količina tople vode, ona će se pod dejstvom jake mešalice veoma brzo raspodeliti po celoj raspoloživoj zapremini suda, tako da će posle vrlo kratkog vremena svuda biti konstantno povišena temperatura. Takvo izjednačavanje temperature u odsustvu mešanja, dakle konduktivnim putem, trajalo bi neuporedivo duže. Iz gornjeg primera sledi zaključak: brzo izjednačavanje temperature označava da je proces prenosa toplote u posmatranom sistemu brz. U tehnici je u načelu povoljno da se svi procesi, pa i procesi prenosa toplote intenziviraju. Stoga se pri prenosu toplote kroz fluide uvek gde je to moguće radije koristi konvekcija, nego kondukcija, pri čemu se istovremeno vodi računa i o utrošku energije potrebne za mešanje fluida.  Zato je uvek poželjnije da se mešanje izvede bez upotrebe mehaničkih sredstava – samo pod dejstvom razlike u gustini fluida prouzrokovane najčešće temperaturnim razlikama u njemu. Takva se situacija ostvaruje kod tečnosti u sudu koja se zagreva kroz dno: topliji (ređi) slojevi se podižu ka vrhu, ustupajući mesto hladnijim (gušćim) slojevima koji padaju ka dnu suda. Uspostavlja se strujanje čiji je intenzitet srazmeran temperaturnoj razlici dna i vrha suda. Tokom zagrevanja se ova razlika smanjuje, pa i intenzitet mešanja, odakle je očito da ovakav proces prenosa toplote prirodnom konvekcijom ima ozbiljnih ograničenja. Stoga se u situacijama gde je potrebno prenos toplote učiniti intenzivnijim i uopšte, podložnijim regulaciji, uvodi prinudno, mehaničko mešanje, pa se proces prenosa toplote u takvim uslovima naziva prinudna konvekcija.

#### Izračunavanje prelaženja toplote
Prenos toplote konvekcijom možemo računati pomoću Njutnovog zakona hlađenja :
gde je Tp temperatura čvrste ploče uz koju struji fluid, Tf temperatura fluida dalje od granične ploče, a hc koeficijent konvekcije koji se izražava u W /m²K. Taj koeficijent zavisi od niza parametara, npr. od razlike temperatura, oblika i položaja ploče, brzine i načina strujanja fluida (laminarno i turbulentno), vrste fluida...

#### Prelaženje toplote u prirodi
Konvekcija se može pokazati na prostom primeru zagrevanja prostorije pomoću radijatora. Temperatura tečnosti u radijatoru je znatno viša od temperature vazduha u prostoriji. Usled toga vazduh koji se dodiruje sa radijatorom biva zagrejan, usled čega mu se smanjuje gustina.  Zbog toga se topao vazduh kreće naviše. Njegovo kretanje naviše izaziva potiskivanje hladnijih delova vazduha naniže. Usled toga hladan vazduh dolazi radijatoru sa donje strane, dok sa gornje strane radijatora odlazi topao vazduh. Na taj način se uspostavi prirodna cirkulacija vazduha oko radijatora, te se tako toplota prenese po celoj prostoriji.
Razni vetrovi u atmosferi takođe su vrsta konvekcije kojom se topao vazduh prenosi sa jednog dela Zemljine površine na drugi. Poznate su i razne struje u okeanima i morima, među kojima je najpoznatija Golfska struja. Kod takvih struja se toplota sa ekvatora prenosi na velike daljine putem površinskog strujanja morske  vode, dok se, sa druge strane, hladna voda kreće po dnu okeana u suprotnom smeru.

### Zračenje (radijacija)
Između Sunca i Zemlje je prostor u kome nema supstance (vakuum). Zbog toga prethodna dva mehanizma prenošenja toplote ne mogu funkcionisati. Dakle nema ni provođenja ni konvekcije. Iz iskustva izlaganja sunčevim zracima mi znamo da oni zagrevaju tela na koja padaju. Ovaj način prenošenja toplote se naziva zračenje. Dakle Sunce u prostor zrači elektromagnetne talase, preko kojih se prenosi toplota. Elektromagnetni talasi imaju jednu zanimljivu osobinu da im nije potrebna sredina da bi se prostirali, tj. mogu se prostirati kroz vakuum.
Sva tela koja imaju temperaturu višu od temperature apsolutne nule zrače toplotu gde površina ima značajnu ulogu, ali istovremeno i apsorbuju energiju u obliku elektromagnetnih talasa. Na nižim temperaturama zagrejano telo predaje toplotu najvećim delom putem konvekcije i provođenja, mada svakako postoji i zračenje samo je ono manje izraženo, jer su temperature bliske pa je mala razlika četvrtih stepena apsolutnih termodinamičkih temperatura, dok će na višim temperaturama preovladati odavanje toplote putem zračenja.

#### Apsorpcija, refleksija, transparencija
Zračenje je rezultat unutaratomskih promena tokom kojih se unutrašnja energija tela pretvara u energiju koja se putem elektromagnetnih talasa prostire na druga tela. Ukupna energija zračenja koje pada na neko telo delimično se apsorbuje, delimično reflektuje, a delimično prođe kroz njega.
,
gde je  snaga apsorbovanog zračenja, a  ukupna snaga zračenja,
- - koeficijent apsorpcije
- - koeficijent refleksije
- - koeficijent transparencije

1. Za  = 1, apsolutno crno telo; apsorbuje svu toplotu;
2. Za  = 1, apsolutno belo telo; reflektuje svu toplotu;
3. Za  = 1, apsolutno transparentno (dijatermno) telo, propušta svu toplotu.

#### Izračunavanje zračenja
Količina toplote ΔQ koja se putem zračenja emituje od strane apsolutno crnog tela srazmerna je vremenu emitovanja Δτ, površini S, ali i emisionoj sposobnosti (moći) tela Wec, koja je srazmerna T4.
Ukupna emisiona moć (sposobnost) crnog tela Wec (energija koju telo izrači sa jedinične površine u jedinici vremena) data je Štefan-Bolcmanovim zakonom:
   Štefan-Bolcmanova konstanta

Emisiona moć (sposobnost)  bilo kojeg tela zavisi od relativne emisione sposobnosti tela , koja je karakteristika materijala i strukture površine tela koje zrači: 

## Literatura
1. Petar Kalušić 1991. Mehanika i toplina, Školska knjiga Zagreb;
2. L. D. Landua i E. M. Lifšić, prevodilac Dragoljub Popović 1965. Mehanika neprekidnih sredina, Izdavačko preduzeće Građevinska knjiga Beograd
3. Francis Weston Searsa 1962. Mehanika-Talasno kretanje-toplota, Naučna knjiga Beograd